# Antonio Guzmán Blanco
Antonio Leocadio Guzmán Blanco (Caracas, 20 febbraio 1829 – Parigi, 28 luglio 1899) è stato un politico venezuelano.
È stato Presidente del Venezuela dal 27 aprile 1870 al 27 febbraio 1877, dal 25 febbraio 1879 al 26 aprile 1884 e dal 15 settembre 1886 all'8 agosto 1887.